# Campionati europei di ciclismo su strada 2011 - Gara in linea maschile Junior
La gara in linea maschile Junior dei Campionati europei di ciclismo su strada 2011 si è svolta il 16 luglio 2011 con partenza ed arrivo ad Offida, in Italia, su un percorso totale di 124,2 km. La medaglia d'oro è stata vinta dal francese Pierre-Henri Lecuisinier con il tempo di 3h07'16" alla media di 39,81 km/h, argento all'altro francese Olivier Le Gac e a completare il podio il belga Loïc Vliegen.
Partenza con 144 ciclisti, dei quali 85 completarono la gara.

## Squadre partecipanti
| N.      | Cod. | Squadra         |
| ------- | ---- | --------------- |
| 1-4     | ALB  | Albania         |
| 5-13    | AUT  | Austria         |
| 16-22   | BEL  | Belgio          |
| 23-30   | BUL  | Bulgaria        |
| 33-34   | CRO  | Croazia         |
| 35-41   | CZE  | Repubblica Ceca |
| 43-51   | EST  | Estonia         |
| 52-59   | FRA  | Francia         |
| 60-67   | GER  | Germania        |
| 68-69   | GBR  | Regno Unito     |
| 70-72   | GRE  | Grecia          |
| 73      | IRL  | Irlanda         |
| 75-89   | ITA  | Italia          |
| 91-95   | LAT  | Lettonia        |
| 100-106 | LTU  | Lituania        |

| N.      | Cod. | Squadra     |
| ------- | ---- | ----------- |
| 108-113 | LUX  | Lussemburgo |
| 114-120 | NLD  | Paesi Bassi |
| 122-126 | NOR  | Norvegia    |
| 129-137 | POL  | Polonia     |
| 139-146 | PRT  | Portogallo  |
| 148     | MDA  | Moldavia    |
| 161     | ROU  | Romania     |
| 163-170 | RUS  | Russia      |
| 171-175 | SRB  | Serbia      |
| 176-185 | SVK  | Slovacchia  |
| 187-195 | SVN  | Slovenia    |
| 197-207 | ESP  | Spagna      |
| 208-211 | SWE  | Svezia      |
| 212-218 | SUI  | Svizzera    |
| 220-224 | UKR  | Ukraina     |

## Ordine d'arrivo (Top 10)
| Pos. | Corridore                | Squadra  | Tempo    |
| ---- | ------------------------ | -------- | -------- |
| 1    | Pierre-Henri Lecuisinier | Francia  | 3h07'16" |
| 2    | Olivier Le Gac           | Francia  | a 21"    |
| 3    | Loïc Vliegen             | Belgio   | a 24"    |
| 4    | Valerio Conti            | Italia   | a 43"    |
| 5    | Aleksej Rybalkin         | Russia   | s.t.     |
| 6    | Silvio Herklotz          | Germania | s.t.     |
| 7    | Adrien Legros            | Francia  | a 56"    |
| 8    | Sondre Holst Enger       | Norvegia | s.t.     |
| 9    | Miguel Ángel Benito      | Spagna   | s.t.     |
| 10   | Guillaume Martin         | Francia  | s.t.     |